# Amphitretus pelagicus
Amphitretus pelagicus là một loài bạch tuộc của họ Amphitretidae được tìm thấy trong khu vực nhiệt đới của Ấn Độ và Thái Bình Dương. Chúng trong suốt, gần như không màu, và có 8 cánh tay. Chúng là loài bạch tuộc duy nhất để có đôi mắt hình ống, vì vậy tên thông thường trong tiếng Anh của loài này là Telescope Octopus.